# 姚虞
姚虞（1507年—？），字宗舜，號澤山，福建興化府莆田縣人，民籍，明朝政治人物。

## 生平
嘉靖十年（1531年）辛卯科福建鄉試第二十名舉人，十一年（1532年）中式壬辰科會試第一百三十六名，三甲第一百三十三名進士。戶部觀政，授鎮江府推官，十六年（1537年）四月選授試監察御史，十七年（1538年）四月實授南京監察御史，奉命湖廣清軍，十九年（1540年）四月巡按湖廣，改北京監察御史，二十二年（1543年）出為淮安府知府。

## 家族
曾祖姚資德；祖父姚商，封南京太常寺博士；父姚鳴鸞，淳安縣知縣。母董氏。重慶下。弟姚夏、姚殷、姚周。